# 赤道ギニア民主党
赤道ギニア民主党（せきどうギニアみんしゅとう）は、赤道ギニアの政党の一つ。1987年7月30日、テオドロ・オビアン・ンゲマ大統領により独裁政党として設立された。

## 党名
- スペイン語ではPartido Democrático de Guinea Ecuatorialで、略称はPDGE。
- フランス語ではParti démocratique de Guinée équatoriale。
- ポルトガル語ではPartido Democrático da Guiné Equatorial。
- 英語ではDemocratic Party of Equatorial Guinea。

## 現況
1991年に複数政党制を承認してからも、引き続き政権の座にある。大統領選でも同党候補が常に90%以上の得票率で当選し、赤道ギニア議会選でも議席の9割以上が同党とその支持政党で占められ、最大野党の赤道ギニア進歩党を活動停止に追いやるなど、党名とは裏腹に権威主義に基づく政治運営を行っている。そのためしばしば海外援助の停止などに追い込まれるが、近年発見された石油資源により財政が上向き、その一部を国民の上流階級に還元することで資金的・組織的な支援を獲得。独裁政党としての地位を未だに維持している。
2004年の議会選でPDGEとその支持政党は下院で100議席中98議席を獲得する圧勝を果たし、以降も同等の圧勝を続けている。2017年の議会選ではPDGEとその支持政党が下院で100議席中99議席を獲得、直近の2022年の議会選挙でもPDGEが下院100議席、上院55議席の全てを獲得しており、立法府におけるPDGE支配は破られていない。